# Guglielmo Platoni
Guglielmo Platoni (1238)
Italia, Parma. Fue arcipreste, arcediano o archidiácono de la comuna Borgo Val di Taro en el año 1238. Provenía de la dinastía Platoni que mantuvo los derechos sobre las iglesias de la ciudad por más de 400 años junto con el patronato de la Iglesia de San Antonio.

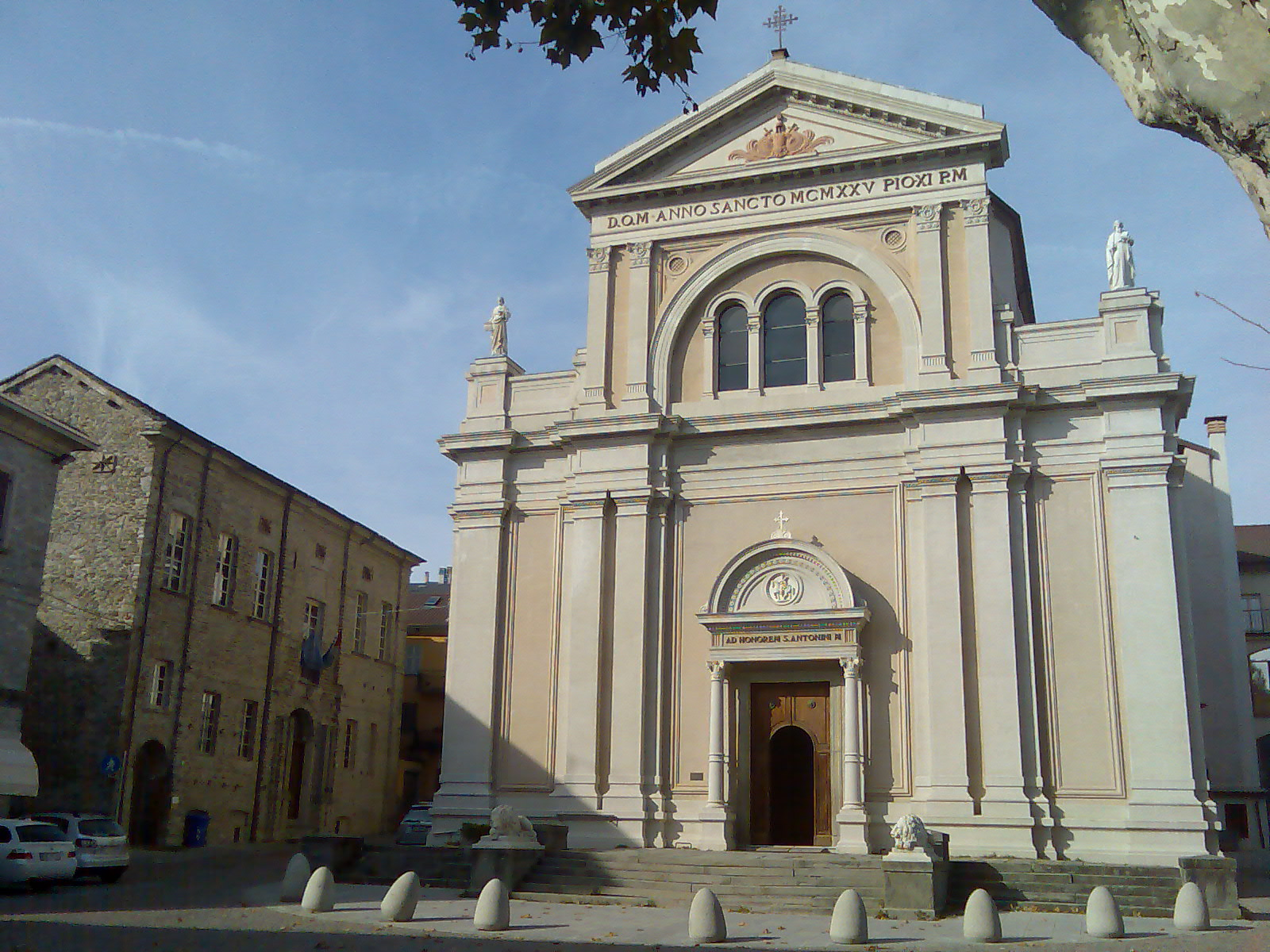
Borgo Val di Taro. Iglesia San Antonio.